# Betty Katz
Betty Katz (ur. 21 sierpnia 1872 w Poznaniu, zm. 6 czerwca 1944 w Terezinie) – żydowska działaczka społeczna, pedagog. Pracowała w sierocińcu dla dzieci żydowskich w Rybniku, kierowała placówką dla ociemniałych w Berlinie. Ofiara holocaustu. 

## Życiorys
Betty Katz urodziła się 21 sierpnia 1872 r. w Poznaniu. Jej rodzicami byli Felix i Agnes Falk. Otrzymała gruntowną edukację i ukończyła seminarium nauczycielskie. Prawdopodobnie w Lesznie poznała starszego o 8 lat Leopolda Katza, który pracował jako nauczyciel. Tam też prawdopodobnie pobrali się. Przez jakiś czas Leopold pracował w Raciborzu skąd wiosną 1894 r. przeprowadził się z żoną do Rybnika, gdzie otrzymał posadę  dyrektora sierocińca dla żydowskich dzieci. Para zamieszkała na terenie placówki.  Betty pomagała mężowi w pracach wychowawczych i administracyjnych. W 1896 urodził się ich pierwszy syn Lothar, a dwa lata później Gunther. Obaj wychowywali się wraz z innymi dziećmi przebywającymi w sierocińcu. Młodszy syn zginął w czasie I wojny światowej 23 sierpnia 1918 r. w Macedonii. Lothar studiował medycynę.
Po 28 latach spędzonych w Rybniku przeprowadzili się do Bytomia. Tam urodził się ich wnuk, syn Lothara i Gertrud. Dzięki znajomościom nawiązanym w Rybniku, Betty wyjechała wraz z mężem do Berlina, gdzie otrzymała pracę w ośrodku dla ociemniałych. Krótko po przeprowadzce, w wieku 62 lat zmarł Leopold. Został pochowany 18 października 1926 r. na cmentarzu żydowskim w Weissensee. 
W ośrodku dla ociemniałych przy Wrangelstraße, gdzie została dyrektorem. Początkowo przebywało w nim 30 podopiecznych a po rozbudowie placówki zwiększono liczbę miejsc do 50. Betty zarządzała również personelem medycznym i administracyjnym. W tym czasie w Niemczech zmieniła się sytuacja polityczna i do władzy doszli naziści. Przez 1940 r. użyła swoich koneksji, aby uzyskać wizy amerykańskie dla Lothara i jego rodziny. Jesienią 1941 r. ośrodek przejął Główny Urząd Bezpieczeństwa Rzeszy. 19 listopada podopieczni oraz personel musieli opuścić go opuścić. Zostali przeniesieni  do punktu zbiorczego w Weissensee. Betty znalazła się na liście do wywózki z numerem 621, w grupie 1013 osób. 14 września 1942 r. została wywieziona z transportem do obozu koncentracyjnego Terezina, gdzie przeżyła ponad półtora roku. Zginęła 6 czerwca 1944 r. w wieku 72 lat. Spoczywa na cmentarzu w Terezinie. 

## Upamiętnienie
- 4 maja 1945 r. Lothar Katz mieszkający we Freeport na Long Island zamieścił ogłoszenie dotyczące matki Betty Katz w niemiecko-żydowskiej gazecie Aufbau ukazującej się w Nowym Jorku.
- W 1991 r. syn Lothara Peter przekazał United States Holocaust Memorial Museum Archives pamiątki po Betty, w tym listy i dwie fotografie[6].
- W 2006 r. powstał The Nashville Holocaust Memorial, na jednej z tablic pamięci, z inicjatywy wnuka Betty Petera Kataz,  który mieszkał z żoną Marion w Nashville w stanie Tennessee, umieszczono nazwisko jego babki[7].
- 2 grudnia 2017 r. przed dawnym żydowskim domem dla niewidomych, Wrangelstraße 6-7 w Berlinie wmurowano w chodnik Stolperstein (kamień pamięci) upamiętniający Betty Katz[3][4].